# La fidanzata corsa
La fidanzata corsa (título original en italiano; en español, La prometida corsa) es una ópera seria ("melodramma tragico") en tres actos con música de Giovanni Pacini y libreto en italiano de Salvatore Cammarano, basado en Colomba de Prosper Mérimée. Se estrenó en el Teatro de San Carlos de Nápoles, el 10 de diciembre de 1842, dirigida por Antonio Farelli.

## Personajes
| Personaje       | Tesitura     | Reparto del estreno, 10 de diciembre de 1842 (Director: Antonio Farelli) |
| --------------- | ------------ | ------------------------------------------------------------------------ |
| Rosa            | soprano      | Eugenia Savorani-Tadolini                                                |
| Alberto Doria   | tenor        | Giovanni Basadonna                                                       |
| Piero Zampardi  | barítono     | Filippo Coletti                                                          |
| Ettore          | tenor        | Gaetano Fraschini                                                        |
| Giacinta        | mezzosoprano | Anna Salvetti                                                            |
| Guido Tobianchi | bajo         | Marco Arati                                                              |
| Alessio         | tenor        | Anafesto Rossi                                                           |
| Leone           | tenor        |                                                                          |